# Anfós lanceolat
L'anfós lanceolat (Epinephelus lanceolatus) és una espècie de peix de la família dels serrànids i de l'ordre dels perciformes.

## Morfologia
Els mascles poden assolir els 270 cm de longitud total.

## Distribució geogràfica
Es troba des del Mar Roig fins a Algoa Bay (Sud-àfrica), les Hawaii, Pitcairn, el sud del Japó i Austràlia.